# Joseph Schadde
Joseph Schadde (1818-1894), dit aussi Jozef, Josse ou Jos Schadde, est un architecte belge anversois. Il devient l'architecte attitré de la province d’Anvers et réalise de nombreux édifices civiles et religieux. Architecte au style éclectique, il construit des bâtiments en utilisant le néo-gothique, la néo-Renaissance et il est l'un des pionniers de la néo-Renaissance flamande. Il réalise notamment la reconstruction de la bourse d'Anvers et le deuxième bâtiment de la gare de Bruges.

## Biographie
Joseph Schadde est né à Anvers le 3 août 1818. 
Il quitte la menuiserie familiale pour aller étudier à l'Académie royale des beaux-arts d'Anvers et entre au service des architectes Sauen et Ferdinand Berckmans. Ce dernier, également enseignant à l'académie, l'initie aux styles néo-gothiques et flamand qui vont être présents dans la majorité de ses réalisations. Il fut, avec le peintre Henri Leys, le promoteur du style de la néo-Renaissance flamande.

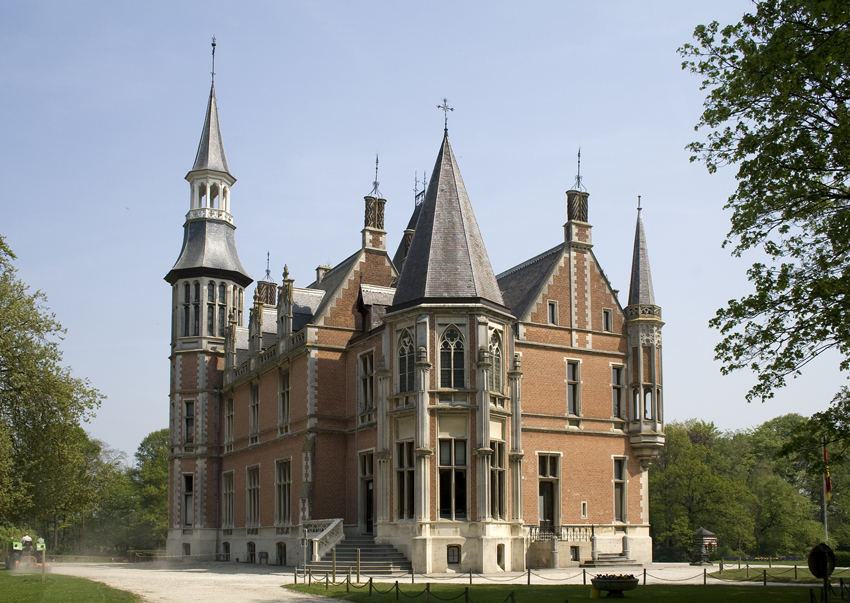
Château d'Aertrycke

Il devient l'architecte de la province d'Anvers et professeur à l'Académie royale des beaux-arts d'Anvers.
Il meurt à Anvers le 3 décembre 1894.

## Réalisations
Architecte des chateaux
Tout au long de sa carrière, Schadde a été étroitement impliqué dans un grand nombre de conceptions de châteaux. De son vivant comme après sa mort, il jouissait d'une réputation d'architecte de château: “Naast de Handelsbeurs en het station te Brugge is de meest gewaardeerde prestatie in Schaddes oeuvre zijn kasteelarchitectuur, waarin de verdienste van de Antwerpse bouwmeester zeer groot werd geacht.”

Pourtant, les conceptions de châteaux de Joseph Schadde restent l'aspect le moins exposé de sa carrière. Dans le peu de recherches qui ont été faites sur Joseph Schadde et son œuvre, il est souvent mentionné que Schadde aurait réalisé plus de cinquante châteaux. On s'appuie ici clairement sur la notice biographique de Paul Saintenoy de 1911-1913 dans Biographie Nationale, dans laquelle il écrit :
Tres jeune, ces connaissances architecturales et sa bonne renommée lui donnèrent la clientèle des families nobles non seulement d'Anvers, mais de toute la Belgique (...) Il fut l'architecte des châteaux et ceux qu'il éleva se montent à plus de cinquante, parmi lesquels: le château d'Ordange (1879), continué par l'auteur de ces lignes et rétabli dans la splendeur qu'il avait au XVIe siècle; le château de Brusthem, entièrement moderne, mais conçu dans le style de la renaissance (1880); le château d'Yves, resté in-achevé malheureusement (1878); les châteaux de Mariakerke, à Mr le sénateur Bracq et à Mr Van Tieghem de ten Berge; le château de Coolkerke; le château de Woumen (1861); le château de Ruddervoorde; le château de Sterrebeek (1863); le château d'Aertrycke (1868); le château de Cruybeke (1878). Dans ce genre spécial, Schadde se trouvait à l'aise. Abondant en motifs originaux, fertile d'imagination, son art, fait d'inattendu et de fantaisie, aimant les silhouettes pittoresques, s'enrichissait de trouvailles imprévues qui d'ailleurs ne furent pas toujours inspirées par un goût parfait, ou par une critique sévère des formes dont on aurait aimé voir les données plus étudiées.
Edmond Marchal le tient à une quarantaine de châteaux lorsqu'il écrit en 1906: “Depuis 1848 (il avait 30 ans jusqu’en) on 1846, on connaît de lui, en fait de constructions et d’agrandissements, quarante châteaux dans les provinces de Brabant, d’Anvers, de Limbourg, de Namur, de Liège et des deux Flandres (...)”. Il ne cite pas d'exemples, mais mentionne qu'il s'agit de nouvelles constructions et d'agrandissements. Ici encore, l'année 1848 est mentionnée. Marchal fait probablement référence ici au rôle de Schadde dans la restauration du château Della Faille de Leverghem à Deurne.
L'Inventaire du patrimoine immobilier culturel de la Wallonie mentionne Joseph Schadde comme l'architecte de l'église néogothique Saint-Martin de Senzeille (1859-1867), près de Charleroi. Il est donc possible que Schadde ait également réalisé des projets de châteaux en dehors de la Flandre. De nombreux grands propriétaires terriens et patrons-seigneurs du château, comme Julius le Boucq de Beaudignies, possédaient plusieurs propriétés dans différentes régions. Entre 2005 et 2007, un certain nombre de publications de l'ancien ambassadeur belge Frans Baekelant ont été publiées sur la genèse d'un projet néo-Renaissance flamande du début du XXe siècle qui a été construit comme ambassade belge à Pékin. Cette ambassade aurait été construite vers 1902 sur la base des plans de restauration du château de Bilquin-de Cartier à Marchienne-au-Pont, près de Charleroi, au XIXe siècle. À certains endroits, l'ambassade présente de nombreuses similitudes avec ce château, qui fut la résidence parentale du diplomate Émile-Ernest Cartier de Marchienne (1871-1946). Dans l'une de ces publications, Baekelandt évoque la possibilité que Schadde ait dessiné ces plans originaux et ait donc été impliqué dans la restauration du château de Marchienne au XIXe siècle dans la seconde moitié du XIXe siècle. Il le fait sur la base de similitudes qu'il voit avec le projet du château de Ter Meeren à Sterrebeek et du château Altena à Kruibeke: “(...) Ook het kasteel ‘Altena’ in Kruibeke uit 1594, werd in 1878 in een gelijkaardige stijl door Schadde verbouwd. Vooral de nieuwe inkompartij vertoont grote gelijkenis met de hoofdinkom van Bejing.” Cependant, une attribution basée sur des similitudes entre le bâtiment central de l'ambassade à Pékin et deux des réalisations de Joseph Schadde en Flandre, ou sur la base de l'argument selon lequel Schadde était très actif dans la construction de châteaux au XIXe siècle et/ou connu dans la région de Charleroi, n'est pas concluante.
Les listes plus recents des châteaux dans lesquels Schadde a été impliqué varient considérablement. Dans sa thèse de 1992, Veerle Meul s'en tient à 14 châteaux en comparant l'Inventaris Onroerend Erfgoed avec le dénombrement de Paul Saintenoy de 1911-1913. Elle note que Saintenoy ne nomme pas le château 'Kervyn d'Oudt Mooreghem' et le château 'Herry' ou 'Les Vignes Vierges' à Mariakerke, entre autres. Comme sa thèse a principalement porté sur Schaddes travail en tant que premier architecte provincial pour le district de Malines, elle n'aborde que brièvement le sujet des châteaux: “Het is mogelijk dat de verdienste van de architect binnen deze discipline zeer belangrijk was, doch nader onderzoek zou deze vermoedens moeten bevestigen en onderbouwen.” Anne Van Loo, qui s'appuie sur l'œuvre de Meul et de Saintenoy, parle de dizaines de châteaux. Bram Vercauteren mentionne une liste chronologique des châteaux et des cours dans lesquels Schadde (peut-être; points d'interrogation pour les dont la date/l'attribution est incertaine) a été impliqué:
1. 1848-1850:     kasteel della Faille de Leverghem, Deurne (Antwerpen)
2. 1854-1855:     hof ter Beke, Wilrijk (Antwerpen)
3. 1856-1858:     kasteel Du Parc, Vlamertinge (Ieper)
4. 1860-1870:     kasteel Blankaart, Woumen (Diksmuide)
5. ca.     1865: kasteel Ter Meeren, Sterrebeek     (Zaventem)
6. 1869-1871:     kasteel De Maere d’Aertrycke, Torhout
7. ca.     1871: kasteel van Ossel, Brussegem (Merchtem)
8. ca.     1874: kasteel De Cellen, Oostkamp
9. ca.     1875: kasteel Fester, Antwerpen
10. 1875-1882:     kasteel ten Berghe, Koolkerke (Brugge)
11. 1876:     kasteel Lakebosschen, Ruddervoorde (Oostkamp) (?)
12. ca.     1878: kasteel van Westmalle, Westmalle (Malle)
13. 1878:     kasteel Altena, Kruibeke
14. ca.     1878(?): kasteel van Yves, Yves-Gomezee     (?)
15. 1879-1882:     kasteel van Ordingen, Brustem (Sint-Truiden)
16. jaren     1880: kasteel Herry, Mariakerke (Gent)
17. ca.     1883: Regahof, Rotselaar
18. ca.     1884(?): kasteel De Akker, Ruddervoorde     (Oostkamp) (?)
19. 1884-1885:     kasteel Kervyn d'Oudt Mooreghem, Mariakerke (Gent)
20. 1889-1890:     kasteel Van Tieghem de Ten Berghe, Mariakerke (Gent)
21. 1890-1892:     kasteel Claeys-Bouüaert, Mariakerke (Gent)
22. 1891:     kasteel van ‘s Gravenwezel, ‘s     Gravenwezel (Schilde)
23. ca.     1892: kasteeldomein Wolvendaal, Brussegem     (Merchtem)
24. (?):     kasteel Bilquin-de Cartier, Marchienne-au-Pont (Charleroi) (?)

Autres réalisations
- 1857, la maison du peintre Henri Leys[2]
- 1869-1872, Bourse d'Anvers[1]
- 1879-1883, seconde gare de Bruges[1]

## Élèves
- Léonard Blomme
- Paul Saintenoy[3]
- Paul Cauchie
- Jos Bascourt
- Eugène Geefs[4]